# Goffartia heteroceri
Goffartia heteroceri är en rundmaskart. Goffartia heteroceri ingår i släktet Goffartia och familjen Diplogasteridae. Inga underarter finns listade i Catalogue of Life.